# Зико
Арту́р Анту́нес Кои́мбра (порт.-браз. Arthur Antunes Coimbra; род. 3 марта 1953, Рио-де-Жанейро), более известный как Зи́ко (порт.-браз. Zico) — бразильский футболист и футбольный тренер. Зико считается одним из выдающихся футболистов в истории, известен своим дриблингом и выполнением стандартных положений. Выступал за «Фламенго», «Удинезе» и японский клуб «Касима Антлерс». С марта 1990 года по апрель 1991 года занимал должность министра спорта Бразилии. Играл в пляжный футбол. Был тренером сборной Японии, «Фенербахче», московского ЦСКА и «Олимпиакоса».
В 2004 году был включён в список ФИФА 100.
27 декабря 2009 года на стадионе «Маракана» в Рио-де-Жанейро был открыт памятник Зико, ставшему легендой местного футбольного клуба «Фламенго», а также лучшим бомбардиром с 333 голами.

## Биография

### Ранние годы
Родился 3 марта 1953 году в семье португальского происхождения в районе Кинтино Бокаиува, Рио-де-Жанейро. Как и многие молодые бразильцы, Зико провел большую часть своей юности, мечтая стать профессиональным футболистом, и прогуливал школу, чтобы играть в футбол на улицах. Страсть к спорту сделала его известным на районе, где люди собирались, чтобы увидеть блестящие выступления мальчика против детей постарше и подростков. В то время он играл за «Жувентуде», местную уличную команду по мини-футболу, которой руководили его старшие братья и друзья, а также начал играть за мини-футбольный клуб «River Futebol Clube» по воскресеньям.
Его прозвище возникло в семье самого Зико из всё более укороченных версий имени Артурзиньо («Маленький Артур»), которое затем превратилось в Артурзико, затем в Тузико и, наконец, в Зико — версию, придуманной его кузиной Эрмелиндой Ролим.

### Клубная карьера

Зико

Впервые талант Зико обнаружил журналист Нелсон Гарсия, работавший скаутом «Фламенго». Он привёл 14-летнего мальчика в этот клуб. Но тогда возникла проблема: Зико весил всего 37 кг, и ему тяжело было бороться в единоборствах. Под руководством Роберто Франкалаччи Зико, работая в тренажёрном зале и принимая специальные медицинские препараты, с 1967 по 1970 прибавил 16 кг, а в последующие 4 года — ещё 13. Во «Фламенго» Зико провёл большую часть карьеры, став лучшим бомбардиром в истории клуба.
За основу «Фламенго» Зико дебютировал в 18 лет. Его игру отличала великолепная техника, способность совершать сольные проходы, великолепное видение поля, игра головой (несмотря на невысокий рост), а также исполнение штрафных ударов. Благодаря яркой игре своего лидера клуб переживал один из лучших периодов в своей истории. В 1980 году «Фламенго» впервые выиграл чемпионат Бразилии, а год спустя — первый в своей истории Кубок Либертадорес. Для выявления победителя в противостоянии с чилийским «Кобрелоа» бразильцам пришлось сыграть три матча, два из них закончились победами со счётом 2:1 и 2:0. Все голы «Фламенго» оказались на счету Зико.
В 1976 игрока хотел приобрести «Реал Мадрид», в 1982 — «Барселона», «Ювентус» и «Фиорентина», однако в 1983 Зико перешёл в скромный «Удинезе». В первом же сезоне Зико, из-за которого 30 тысяч сезонных абонементов были быстро раскуплены, забил 19 мячей, отстав лишь на один мяч от лучшего бомбардира сезона — Мишеля Платини — и забив больше всех за историю из новичков в первом сезоне в Серии А (в 1990-е Роналдо побьёт этот рекорд). Однако в 1985 году Зико был вынужден покинуть Европу из-за проблем с налогами.
Зико вернулся во «Фламенго» и играл в этом клубе до 1989, затем началась работа футболиста в правительстве Бразилии. 27 марта 1989 Зико сыграл свой прощальный матч за «Фламенго» против сборной мира.
Однако в 1991 году Зико уехал в Японию, где зарождалась Джей-лига. В 1993 году стартовал её первый сезон, клуб Зико «Касима Антлерс» выиграл один из двух кругов чемпионата, а другой — «Кавасаки Верди». В первом суперфинале соперники Зико выиграли со счётом 2:0, во втором «Антлерс» выигрывали 1:0, могли забить ещё, но сами получили пенальти. Зико, не совладав с нервами, плюнул на мяч, стоявший «на точке», его удалили с поля, а этот мяч всё-таки влетел в ворота, и счёт сравнялся. Затем Зико перешёл на должность технического директора «Антлерс». Перед входом на стадион «Антлерс» стоит бронзовый памятник Зико.

### Выступления за сборную
Несмотря на то, что Зико заметно прибавил в весе в начале 1970-х, главный тренер сборной Бразилии Марио Загалло решил не брать его на чемпионат мира 1974, считая его недостаточно крепким. В итоге атлетичная команда Загалло, играя в несвойственный бразильцам футбол, заняла лишь 4-е место.
На смену этому тренеру пришёл Освалдо Брандао. Именно при нём в сборной дебютировал «свободный художник» Зико: это произошло 25 февраля 1976 года против сборной Уругвая. В первом же матче Зико забил гол и сделал это в своём «фирменном» стиле ударом со штрафного. Выступление Зико и всей сборной Бразилии на чемпионате мира 1978 оставило противоречивое впечатление. С одной стороны, бразильцы еле вышли из группы и заняли лишь третье место, став главным разочарованием турнира, с другой стороны — не потерпели ни одного поражения. Зико приехал на турнир в качестве основного игрока, но был посажен на скамейку тренером Клаудио Кутиньо после первого же матча со шведами. Пеле, выступавший на этом чемпионате в роли комментатора, не согласился с мнением Коутиньо, к тому же в самом конце второго тайма этого матча бразильцы подавали угловой, Зико ударил мяч головой, и пока он летел, судья из Уэльса Томас отправил команды в раздевалки, а затем мяч долетел до ворот и оказался в сетке, но гол не был засчитан. Второй раз он вышел на поле в стартовом составе в решающем матче с поляками за выход в финал, но получил травму после неудачного падения и был заменен уже на второй минуте встречи.
В Бразилии выступление сборной на чемпионате мира было воспринято как поражение. Когда же на следующий год Бразилия проиграла в полуфинале Кубка Америки, Кутиньо был уволен, а на должность тренера назначен Теле Сантана, приверженец традиционного национального стиля игры, подразумевающего техничную и яркую игру в атаке. Находившийся на пике своей карьеры Зико стал одним из лидеров обновлённой «селесао». На чемпионате мира 1982 Бразилия играла хорошо: в первом групповом раунде была побеждена сборная СССР, разгромлена Шотландия (Зико забил в девятку, мяч отскочил от крестовины в ворота) и Новая Зеландия (Зико забил, ударив через себя). Однако во втором групповом раунде бразильцы не смогли одолеть итальянцев. После чемпионата мира Зико уехал играть в Европу и в его выступлениях за сборную наступил перерыв.
Теле Сантана вернулся на пост тренера сборной перед началом отборочных игр следующего чемпионата мира 1986 и сразу же вернул Зико и других ветеранов в состав. Этот Кубок Мира стал последним для Зико в качестве футболиста. Он поехал в Мексику с не залеченной травмой ноги, и Сантана не выпускал его на поле в первых двух матчах, несмотря на скандирование трибунами имени футболиста. В третьем матче против Северной Ирландии Зико вышел в самой концовке матча, но смог сделать голевую передачу пяткой, «отрезавшую» всю оборону соперника, после которой Карека довёл счёт до разгромного. В следующем матче против поляков (1/8 финала) Зико вновь вышел на замену при счёте 2:0, отдал голевую передачу Эдиньо и заработал пенальти. В 1/4 финала бразильцам противостояли французы, этот матч считается лучшим из сыгранных на этом турнире. Зико опять вышел на замену во втором тайме. Почти сразу же после его гениального паса Бранко заработал пенальти. Вымотанный на мексиканской жаре к концу основного времени Сократес предложил пробить свежему Зико. Жоэль Батс парировал удар, а до конца основного времени оставалось 10 минут… В серии послематчевых пенальти Зико вновь подошёл к мячу и на этот раз отправил его в сетку, что, впрочем, не помогло команде победить: дальше прошли европейцы.

### Государственная служба
В марте 1990 года Зико был назначен на должность министра спорта Бразилии и занимал её до апреля 1991 года. Несколькими годами позже эту должность займёт Пеле.

### Тренерская карьера

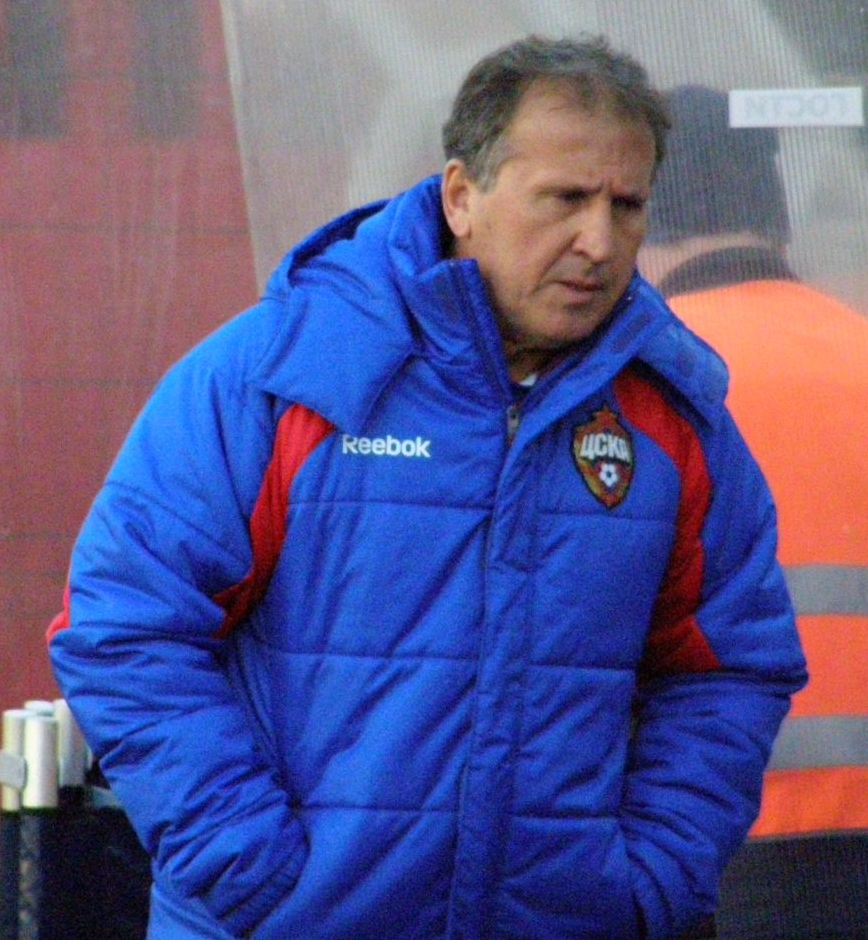
В качестве главного тренера ЦСКА

Свою тренерскую карьеру Зико начал с должности технического директора японского клуба «Касима Антлерс», которую он занимал в 1995 году. В 1998 году Зико помогал Марио Загалло, возглавлявшему сборную Бразилии во время чемпионата мира 1998. Затем Зико вернулся к работе с «Касимой». Летом 2002 года Зико возглавил сборную Японии, выиграл с ней Кубок Азии 2004, вывел эту команду на чемпионат мира 2006, где не смог выйти из группы. С 2006 по 2008 возглавлял турецкий «Фенербахче», с которым выиграл чемпионат Турции 2006/07 и Суперкубок 2007.
В сентябре 2008 года подписал контракт с узбекским клубом «Бунёдкор».
9 января 2009 года Зико подписал контракт с московским ЦСКА. За первые полгода работы команда под его руководством завоевала два трофея — Суперкубок и Кубок России. Одновременно с этим ЦСКА потерпел ряд поражений от команд второй половины таблицы и вылетел из розыгрыша Кубка России 2009/10 на стадии 1/16 финала, проиграв клубу первого дивизиона ФК «Урал».
10 сентября 2009 года на посту наставника ЦСКА его заменил Хуанде Рамос. 16 сентября Зико возглавил греческий «Олимпиакос». 19 января 2010 года после ряда неудачных матчей команды Зико был отправлен в отставку. В последних трёх матчах команда набрала лишь одно очко, позволив лидеру первенства Греции «Панатинаикосу» увеличить преимущество до семи очков. Его временно заменил Божидар Бандович.
31 мая 2010 года Зико был назначен исполнительным директором «Фламенго». 1 октября он ушёл с этого поста. «Во „Фламенго“ я не смог сделать всё, что задумывал. Я заметил, что моё присутствие в клубе вызвало недовольство многих людей. Мои решения критиковали, давили на меня через моих сыновей. Я не мог продолжать эту трусливую вражду и вынужден был уйти», — сказал Зико.
Во многих командах в тренерский штаб Зико входил его старший брат — известный бразильский футболист Эду.

## Достижения
Большой футбол
- Обладатель Кубка Либертадорес: 1981.
- Обладатель Межконтинентального кубка: 1981
- Бронзовый призёр чемпионата мира: 1978.
- Серебряный призёр (тренер) чемпионата мира 1998.
- Чемпион Бразилии: (4) 1980, 1982, 1983, 1987.
- Чемпион штата Рио-де Жанейро: (7) 1972, 1974, 1978, 1979(в), 1979(о), 1981, 1986.
- Чемпион Японии: 1993.

Пляжный футбол
- Чемпион мира по пляжному футболу: 1995.
- Обладатель Кубка Америки по пляжному футболу: 1995, 1996.

## Личные достижения
- Лучший футболист Южной Америки: (3) 1977, 1981, 1982.
- Лучший футболист мира (по версии «World Soccer»): 1983.
- Лучший футболист Итальянской Серии A: 1984.
- Лучший футболист Бразилии: (2) 1974, 1982.
- Лучший игрок Межконтинентального кубка: 1981.
- Лучший игрок чемпионата мира по пляжному футболу: 1995.
- Лучший бомбардир чемпионата штата Рио-же-Жанейро (Лига Кариока): (4) 1977, 1978, 1979, 1982
- Лучший бомбардир чемпионатов Бразилии: (2) 1980 (21 гол), 1982 (21 гол).
- Лучший бомбардир Кубка Либертадорес: 1981.
- Лучший бомбардир чемпионата мира по пляжному футболу: 1995.
- Лучший бомбардир в истории стадиона «Маракана»: 333 гола.
- Лучший бомбардир в истории «Фламенго»: 397 голов.
- Второе место по голам в истории Лиги Кариока: 239 голов.
- Обладатель «Бронзовой бутсы» чемпионата мира: 1982
- Рекорд чемпионата Японии по длине серии игр, в которых футболист не уходил с поля без забитого мяча — 11 голов в 10 матчах (1992).
- 14-й футболист мира в XX веке по версии МФФИИС.
- 7-й футболист Южной Америки XX века по версии ИФФХС.
- Входит в список «ФИФА 100» и «Список величайших футболистов XX века» журнала «World Soccer» (под № 18).

## Тренерские достижения
- Чемпион Турции: 2006/07
- Обладатель Суперкубка Турции: 2007
- Обладатель Кубка Азии: 2004
- Чемпион Узбекистана: 2008
- Обладатель Кубка Узбекистана: 2008
- Обладатель Суперкубка России: 2009
- Обладатель Кубка России: 2008/2009
- Участник чемпионатов мира 1998, 2006

## Статистика выступлений

### Обзор карьеры
| Команда                        | Матчи | Голы | Средн. голов |
| Фламенго                       | 731   | 508  | 0,69         |
| Удинезе                        | 79    | 56   | 0,69         |
| Касима Антлерс                 | 88    | 54   | 0,61         |
| Сборная Бразилии (взрослая)    | 88    | 66   | 0,75         |
| Сборная Бразилии (олимпийская) | 8     | 1    | 0,12         |
| Сборная Бразилии (юношеская)   | 116   | 81   | 0,69         |
| Прочие                         | 70    | 60   | 0,85         |
| Всего                          | 1180  | 826  | 0,70         |

### Клубная карьера
| Клуб                | Сезон               | Лига | Лига | Лига Кариока | Лига Кариока | Кубки | Кубки | Кубки КОНМЕБОЛ | Кубки КОНМЕБОЛ | Прочие | Прочие | Итого | Итого |
| Клуб                | Сезон               | Игры | Голы | Игры         | Голы         | Игры  | Голы  | Игры           | Голы           | Игры   | Голы   | Игры  | Голы  |
| ------------------- | ------------------- | ---- | ---- | ------------ | ------------ | ----- | ----- | -------------- | -------------- | ------ | ------ | ----- | ----- |
| Фламенго            | 1971                | 15   | 2    | 0            | 0            | -     | -     | 0              | 0              | 2      | 0      | 17    | 2     |
| Фламенго            | 1972                | 4    | 0    | 2            | 0            | -     | -     | 0              | 0              | 0      | 0      | 6     | 0     |
| Фламенго            | 1973                | 26   | 8    | 10           | 0            | -     | -     | 0              | 0              | 5      | 2      | 41    | 10    |
| Фламенго            | 1974                | 19   | 12   | 27           | 19           | -     | -     | 0              | 0              | 0      | 0      | 46    | 31    |
| Фламенго            | 1975                | 27   | 10   | 29           | 30           | -     | -     | 0              | 0              | 0      | 0      | 56    | 40    |
| Фламенго            | 1976                | 20   | 14   | 26           | 18           | -     | -     | 0              | 0              | 0      | 0      | 46    | 32    |
| Фламенго            | 1977                | 18   | 10   | 29           | 27           | -     | -     | 0              | 0              | 0      | 0      | 47    | 37    |
| Фламенго            | 1978                | 0    | 0    | 22           | 19           | -     | -     | 0              | 0              | 0      | 0      | 22    | 19    |
| Фламенго            | 1979                | 8    | 5    | 43           | 60           | -     | -     | 0              | 0              | 0      | 0      | 51    | 65    |
| Фламенго            | 1980                | 19   | 21   | 18           | 12           | -     | -     | 0              | 0              | 4      | 2      | 41    | 35    |
| Фламенго            | 1981                | 8    | 3    | 33           | 25           | -     | -     | 13             | 11             | 1      | 0      | 55    | 39    |
| Фламенго            | 1982                | 23   | 21   | 23           | 21           | -     | -     | 4              | 2              | 0      | 0      | 50    | 44    |
| Фламенго            | 1983                | 25   | 17   | 0            | 0            | -     | -     | 4              | 3              | 0      | 0      | 29    | 20    |
| Фламенго            | Итого               | 212  | 123  | 262          | 231          | 0     | 0     | 21             | 16             | 12     | 4      | 507   | 374   |
| Удинезе             | 1983/84             | 24   | 19   | -            | -            | 9     | 5     | -              | -              | 0      | 0      | 33    | 24    |
| Удинезе             | 1984/85             | 16   | 3    | -            | -            | 5     | 3     | -              | -              | 0      | 0      | 21    | 6     |
| Удинезе             | Итого               | 40   | 22   | 0            | 0            | 14    | 8     | 0              | 0              | 0      | 0      | 54    | 30    |
| Фламенго            | 1985                | 3    | 1    | 3            | 2            | -     | -     | 0              | 0              | 0      | 0      | 6     | 3     |
| Фламенго            | 1986                | 0    | 0    | 4            | 3            | -     | -     | 0              | 0              | 0      | 0      | 4     | 3     |
| Фламенго            | 1987                | 12   | 5    | 5            | 1            | -     | -     | 0              | 0              | 0      | 0      | 17    | 6     |
| Фламенго            | 1988                | 14   | 4    | 6            | 0            | -     | -     | 0              | 0              | 0      | 0      | 20    | 4     |
| Фламенго            | 1989                | 8    | 2    | 11           | 2            | 7     | 3     | 1              | 0              | 0      | 0      | 27    | 7     |
| Фламенго            | Итого               | 37   | 12   | 29           | 8            | 7     | 3     | 1              | 0              | 0      | 0      | 74    | 23    |
| Всего за «Фламенго» | Всего за «Фламенго» | 249  | 135  | 291          | 239          | 7     | 3     | 22             | 16             | 12     | 4      | 581   | 397   |
| Касима Антлерс      | 1991/92             | 22   | 21   | -            | -            | 2     | 1     | -              | -              | 0      | 0      | 24    | 22    |
| Касима Антлерс      | 1992                | 0    | 0    | -            | -            | 12    | 7     | -              | -              | 0      | 0      | 12    | 7     |
| Касима Антлерс      | 1993                | 17   | 9    | -            | -            | 7     | 3     | -              | -              | 0      | 0      | 24    | 12    |
| Касима Антлерс      | 1994                | 7    | 5    | -            | -            | 0     | 0     | -              | -              | 0      | 0      | 7     | 5     |
| Касима Антлерс      | Итого               | 46   | 35   | 0            | 0            | 21    | 11    | 0              | 0              | 0      | 0      | 67    | 46    |
| Всего за карьеру    | Всего за карьеру    | 335  | 192  | 291          | 239          | 42    | 22    | 22             | 16             | 12     | 4      | 702   | 473   |